# Fundación Oso de Asturias
La Fundación Oso de Asturias (FOA) es una entidad privada que tiene como fin la promoción y el desarrollo de actividades dirigidas a la conservación del oso pardo cantábrico y de su hábitat. Fue creada en 1992 por varias organizaciones asturianas sensibilizadas ante el inminente peligro de extinción que amenazaba a la especie en España y con el objetivo de intervenir activamente en la protección de este símbolo de la fauna silvestre en la cordillera Cantábrica.
La labor de la fundación se desarrolla sobre cuatro pilares: la sensibilización, la educación, la conservación y la investigación. Entre sus tareas se encuentra la gestión de la Casa del Oso de Proaza, sede oficial de la FOA desde 1996, que además de recibir a numerosos visitantes cada año, constituye un centro de información, divulgación y educación ambiental y acoge en sus instalaciones diferentes reuniones técnicas, cursos, conferencias y exposiciones, todo ello con el eje trasversal de la conservación de la biodiversidad en la cordillera Cantábrica.
Situados de forma próxima a la Casa del Oso, en Santo Adriano, se encuentran los cercados oseros, también bajo responsabilidad de la fundación, en los que hoy viven Paca y Molina, tras el fallecimiento en enero de Tola a los 29 años, una edad muy avanzada para los ejemplares de esta especie. Paca y Tola se convirtieron en un símbolo de la recuperación faunística y medioambiental de Asturias tras ser rescatadas de manos de unos cazadores furtivos en 1989.
Estas instalaciones, ubicadas al borde de la senda del Oso, se utilizan tanto para la recuperación de animales como para recoger a aquellos que por diferentes circunstancias no han podido ser reintroducidos en la vida salvaje, como es el caso de Paca y Molina, de cuya alimentación y cuidados se ocupa también el personal de la FOA.
El primero de los cercados, inaugurado en 1996, se construyó precisamente ante la necesidad de buscar un lugar para albergar a Paca y Tola y ocupa una superficie de monte de más de cuatro hectáreas. Este lugar, conocido como Monte Fernanchín, está situado a la entrada de Foz del Picarós, en el límite de los concejos de Santo Adriano y Proaza, sobre la que se desarrolla un encinar de carrascas. Situado frente al primero, al otro lado de la Senda del Oso, se construyeron en 2008 otras instalaciones que, entre otras mejoras, presentan un diseño sin esquinas para evitar que un animal pueda acorralar a otro. A ambos cercados se accede a pie o en bicicleta por la Senda del Oso, ya sea desde Proaza o desde el Área Recreativa de Buyera.

## Educación ambiental
La educación ambiental es uno de los motores de la fundación, con programas dirigidos tanto a escolares, como a instituciones, asociaciones, empresas y particulares. El objetivo es sensibilizar a la población sobre la problemática de la especie y la importancia de la conservación del medio natural para lograr no solo que conozca y comprenda, sino también que participe en la solución de los problemas ambientales. Es decir, educar para la acción.

## Trabajo de campo
La vigilancia y seguimiento de la población osera que habita en la Cordillera Cantábrica es otra de las áreas de trabajo de la Fundación Oso de Asturias, una labor compartida y coordinada con las Administraciones Públicas de Galicia, Asturias, Cantabria y Castilla y León y con otros grupos y asociaciones del sector.
Fruto de esta colaboración es, por ejemplo, el censo de osas con crías, que se elabora cada año mediante el método de conteo –seguimiento de unidades familiares– que permite calcular el número mínimo de osas con crías y analizar así la evolución y tendencia de la población osera. Según las últimas estimaciones, la población osera que vive en la Cordillera Cantábrica puede aproximarse a los 300 ejemplares.

## Investigación
Por último, la FOA patrocina desde hace varios años diferentes proyectos de investigación o tesis doctorales encaminadas a ahondar en el conocimiento de la problemática existente en torno a la conservación del oso pardo y de su hábitat.
Por ejemplo, el año pasado concluyó el proyecto “Trabajando el bienestar de osos pardos cantábricos cautivos”, que tuvo por objetivo la mejora tanto de las instalaciones como de las técnicas de trabajo de los cercados oseros que gestiona la FOA y que fue ejecutado gracias al apoyo de la Fundación Biodiversidad y del Ministerio de Agricultura y Pesca, Alimentación y Medio Ambiente.